# Quadrângulo de Iapygia

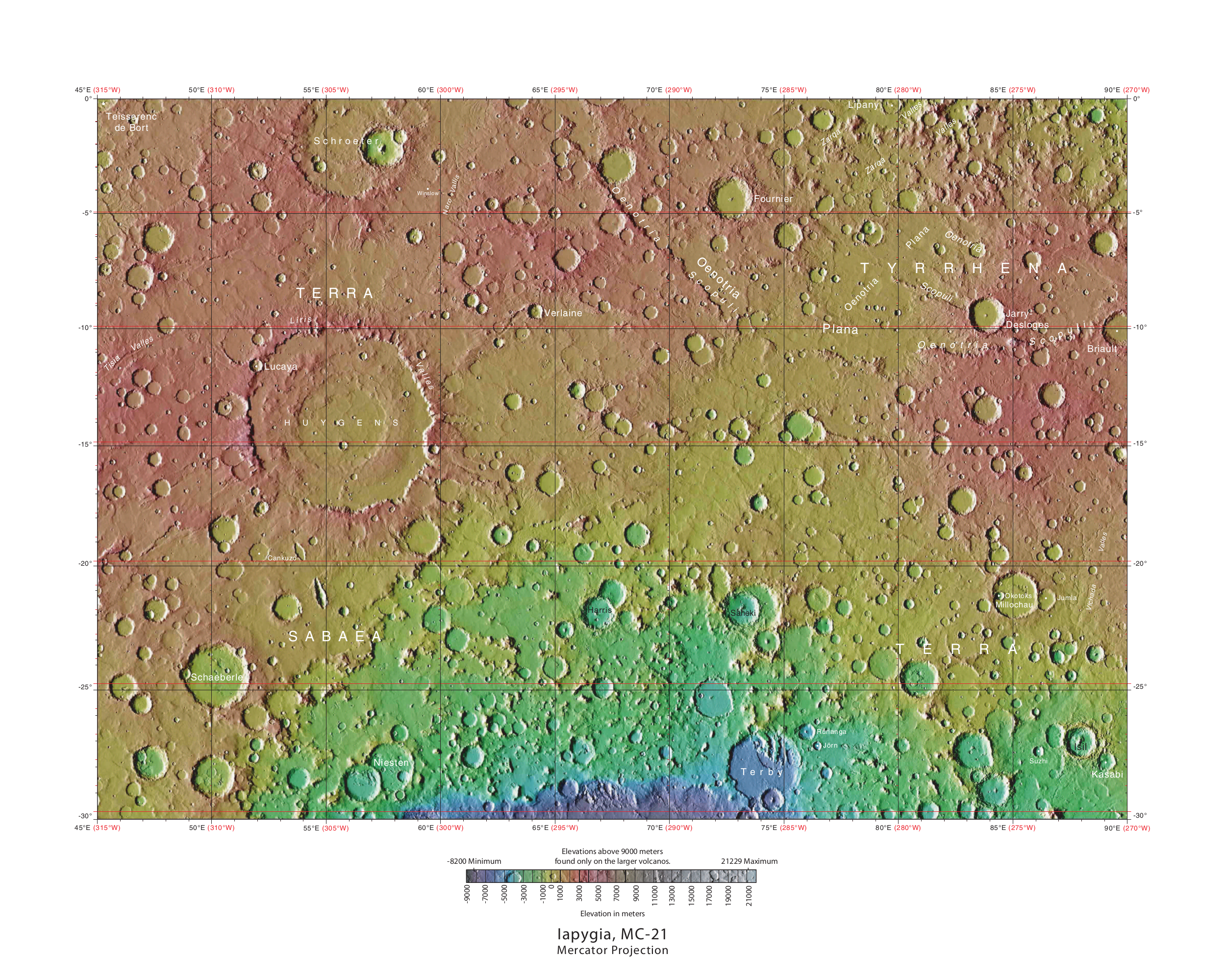
Quadrângulo de Iapygia

O quadrângulo de Iapygia é um de uma série de 30 quadrângulos em Marte estabelecidos pelo Programa de Pesquisa de Astrogeologia do Serviço Geológico dos Estados Unidos (USGS em inglês).Também pode-se referir ao quadrângulo de Iapygia como MC-21 (Mars Chart-21).
O quadrângulo de Iapygia cobre uma área que vai de 270° a 315° longitude oeste a de 0° e 30° latitude sul em Marte. A maior cratera no quadrângulo é Huygens.

## Diques
Próximo à cratera Huygens, especialmente a leste, se encontra um número de tergos estreitos que parecem ser remanescentes de diques, como aqueles encontrados próximo a Shiprock, Novo México, Estados Unidos. Os diques se encontravam sob a superfície, mas foram erodidos. Diques são fendas preenchidas por magma que muitas vezes trazem a lava à superfície. Diques por definição correm por entre as camadas de rocha. Alguns diques na Terra são associados a depósitos minerais.  Descobrir diques em Marte significa que talvez no futuro colonizadores possam extrair minerais essenciais em Marte, ao invés de transportá-los da Terra. 

## Crateras
Crateras de impacto geralmente possuem uma borda com ejecta ao seu redor, em contraste crateras vulcânicas não possuem bordas ou depósitos de ejecta.  Às vezes as crateras exibirão camadas. A colisão que produz uma cratera é semelhante a uma poderosa explosão, na qual as rochas das camadas subterrâneas são trazidas para a superfície. As crateras têm o potencial de expor o que se oculta por baixo do solo.

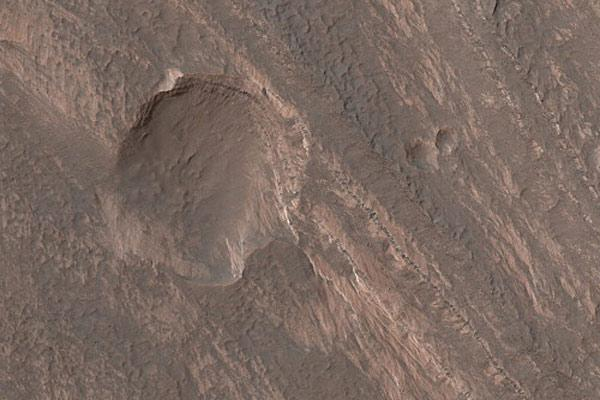
A cratera Terby, vista do alto.
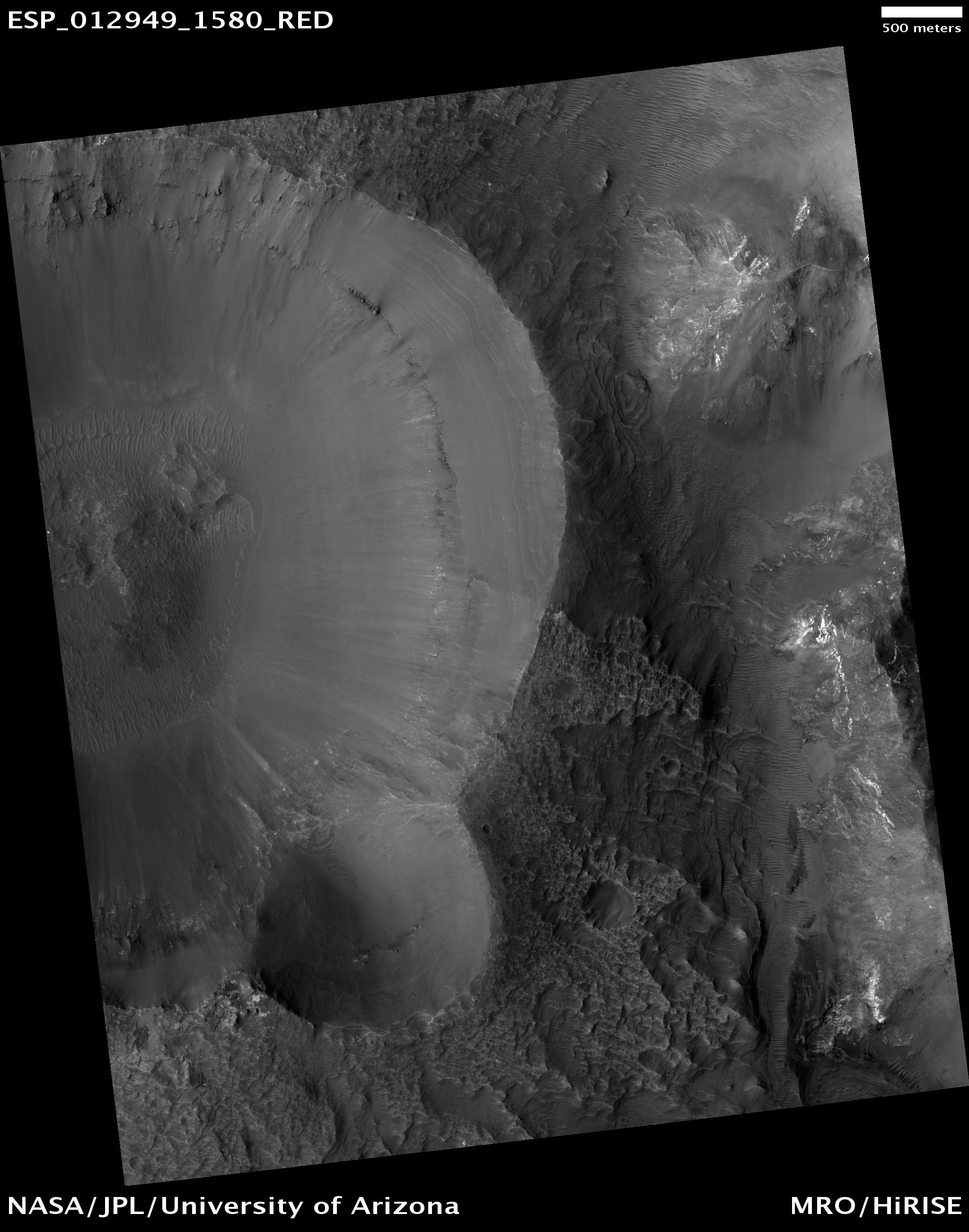
A cratera Saheki, vista pela HiRISE.
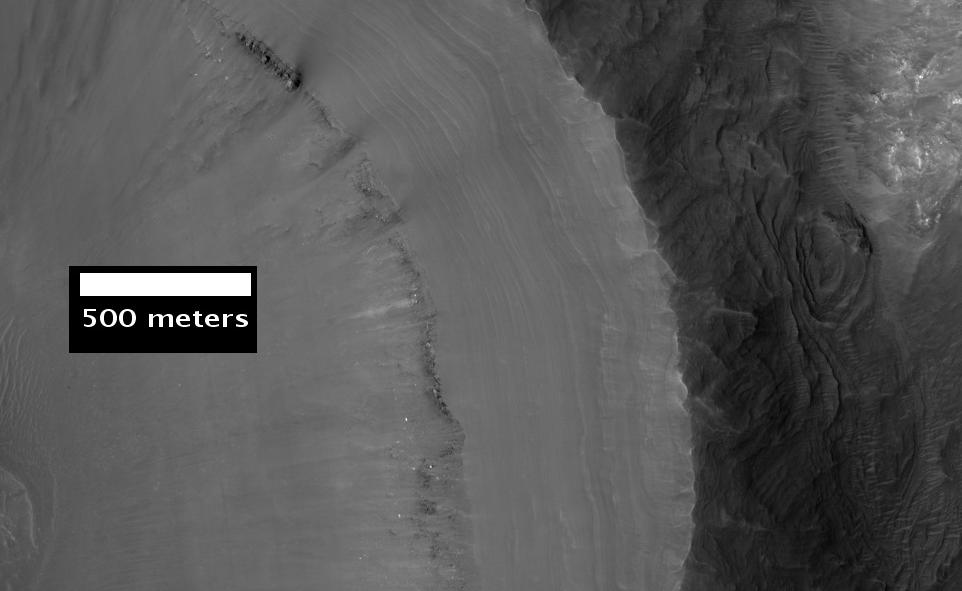
Aproximação das camadas de cratera Saheki, vistas pela HiRISE.

## Galeria

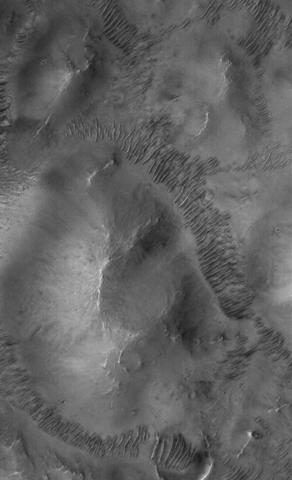
Dunas de areia se formam muitas vezes em áreas baixs ao redor de montículos tal como mostrado na foto. Imagem obtida pela Mars Global Surveyor.
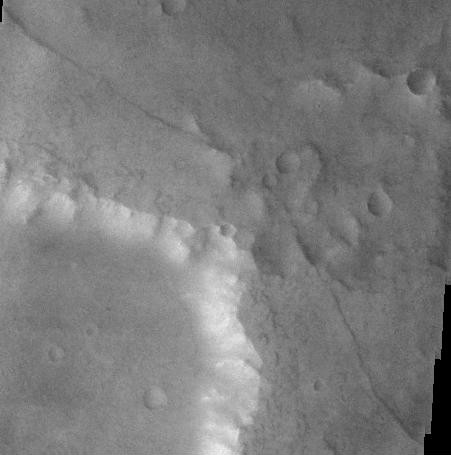
Um dique próximo à cratera Huygens aparece como linhas escuras estreitas correndo do canto esquerdo superior rumo à direita, visto pela THEMIS.